# Hohentauern
Hohentauern is een gemeente in de Oostenrijkse deelstaat Stiermarken, en maakt deel uit van het district Murtal.
Hohentauern telt 433 inwoners.

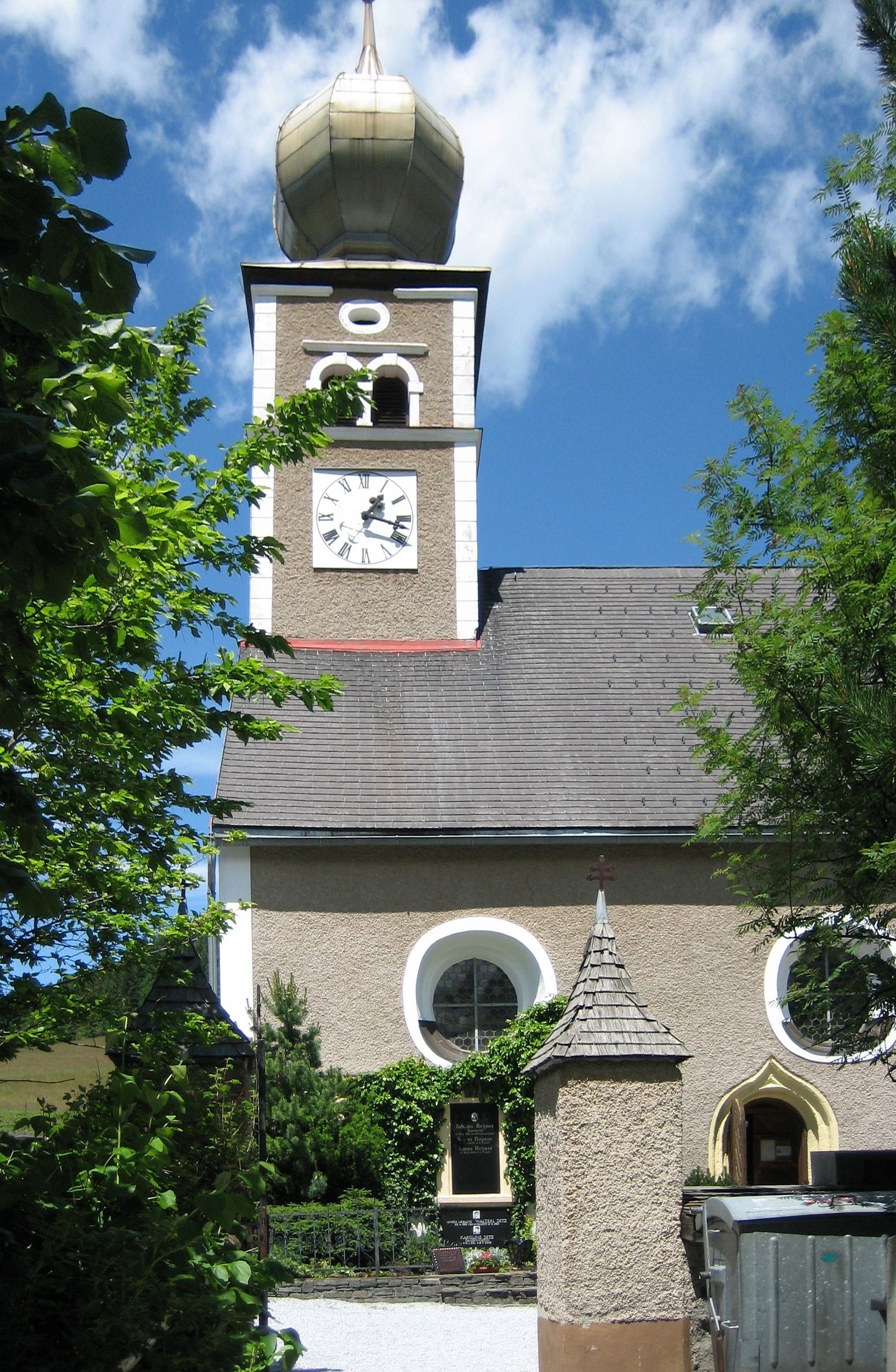
Parochiekerk van St Bartholomeüs

Hohentauern is een klein dorp dat zich de laatste tijd steeds meer richt op sportactiviteiten. In de winter kan men skiën in het skigebied van ca 17 km pistes van verschillende klasses. Het dorp ligt op 1200 meter hoogte alwaar de skilift begint. De hoogte van het gebied gaat tot 1874 meter. De bergen in de omgeving zijn circa 2200 meter hoog. De skilift ligt naast Hotel Passhöhe en tegenover het vakantiepark Hohentauern. Naast skiën kan men er ook langlaufen vanuit het langlaufcentrum, rodelen van een berg over een 5 km lange rodelbaan, curling, schaatsen, wandelen, huskytochten maken, etc. In de zomermaanden staat het gebied bekend om zijn wandel- en fietsmogelijkheden en het beschermde natuurpark met meertjes en rotswanden.

## Geschiedenis
Hohentauern maakte deel uit van het district Judenburg tot dit op 1 januari fuseerde met het district Knittelfeld tot het huidige district Murtal.
Stadsgemeenten:
Judenburg · Knittelfeld · Spielberg · Zeltweg

Marktgemeenten:
Kobenz · Obdach · Pöls-Oberkurzheim · Pölstal · Seckau · Unzmarkt-Frauenburg · Weißkirchen in Steiermark

Overige gemeenten:
Fohnsdorf · Gaal · Hohentauern ·  Lobmingtal ·  Pusterwald · Sankt Georgen ob Judenburg · Sankt Marein-Feistritz · Sankt Margarethen bei Knittelfeld · Sankt Peter ob Judenburg
- Gemeinsame Normdatei: 4683135-6
- Virtual International Authority File: 239208445